# تونی چرچ
جیمز آنتونی چرچ (انگلیسی: James Anthony Church؛ ‏ ۱۱ مارس ۱۹۳۰ – ۲۵ مارس ۲۰۰۸) بازیگر اهل بریتانیا بود.
از فیلم‌ها و مجموعه‌های تلویزیونی‌ای که وی در آن نقش داشته‌است، می‌توان به کرول، تس و ادوارد و خانم سیمپسون اشاره کرد.